# 阿让特伊区
阿让特伊区（法語：Arrondissement d'Argenteuil）是法国法蘭西島大區瓦兹河谷省所辖的一个区。总面积108.6平方公里，总人口418863，人口密度3857人/平方公里（2018年）。主要城镇为阿让特伊。

## 辖区
阿让特伊区辖有17个市镇。